# La follia del dottor Tube
La follia del dottor Tube (La Folie du docteur Tube) è un film del 1915, diretto da Abel Gance. È considerato il primo film francese d'avanguardia.

## Trama
Il famoso dottor Tube, con la sua calotta cranica oltremodo sviluppata in altezza, siede dietro al tavolo ingombro di ampolle, becker, provette e strumenti chimico-scientifici; alle sue spalle un ragazzino – verosimilmente un apprendista. I due si appisolano. Ripresisi, Tube continua i propri esperimenti, consultando di tanto in tanto gli appunti, ed alternando espressioni di esaltato giubilo e d'incredulità depressa. Egli versa accidentalmente un ingrediente non previsto nel miscuglio che sta preparando. Poi starnutisce, e si leva una polvere bianca, che gli fa uno strano effetto. Tube decide allora di gettarne un po' sul cane, la cui figura improvvisamente gli si mostra distorta, allungata, insinuante, e, in fin dei conti, esilarante. Tube disperde un altro poco di polvere nel laboratorio, cospargendone anche l'apprendista: entrambi allora cominciano a percepire quanto è loro d'intorno in maniera visivamente deformata, come negli specchi di un luna-park.
Le due nipoti dello scienziato, incuriosite da un articolo di giornale a proposito dei nuovi esperimenti di Tube, decidono di fargli visita in compagnia dei loro fidanzati, che le aspettano sotto casa mentre le due ragazze salgono nel laboratorio. Quando Tube le vede arrivare, cosparge anche loro con la polvere: l'effetto, per le nipoti, è meno piacevole, perché esse si vedono come eccessivamente sviluppate in larghezza, e si sentono grasse. La polvere infine ricade sui due fidanzati, e l'allucinazione visiva prende anche loro.
Quando l'effetto della sostanza svanisce, e le cose riprendono il loro aspetto usuale, le nipoti, coi fidanzati e coll'apprendista, decidono di brindare. Ma il dottor Tube, nella sua follia, li osserva, in disparte, da dietro una strana gabbia che gli circonda il volto, mentre brandisce una lampada con una mano e un altro indecifrabile e sinistro oggetto con l'altra.

## Produzione
La follia del dottor Tube è il primo film di Abel Gance che ci sia pervenuto: incompleto e non distribuito ai tempi della sua realizzazione, è stato considerato in seguito il capostipite dell'avanguardia cinematografica francese. Una copia negativa della pellicola, in nitrato, è stata depositata nel 1944 presso la Cinémathèque Française, il cui direttore, Henri Langlois, ne ha curato un primo restauro nel 1961; sono seguiti un secondo restauro analogico nel 2010 e la digitalizzazione del film nel 2012.

## Distribuzione
Il film non è stato ufficialmente distribuito ai tempi della sua produzione. La versione restaurata è uscita in Francia nel 2011.
Il film è stato mostrato nel 2011 nell'ambito del programma "Rediscovering French Films" curato dal MoMA di New York, e successivamente in un'iniziativa del Berkeley Art Museum and Pacific Film Archive (BAMPFA) nel giugno del 2015 e nella sezione "Festival à la Maison" della rivista online Trois Couleurs, a partire dal 2020.
La follia del dottor Tube è stato edito in DVD nel 2000 (e precedentemente in VHS ) a cura della Film Preservation Associates, insieme a Lucrèce Borgia e a Au secours! dello stesso Gance, e nel 2010 dalla Nostalgia Family Video ("Avant Garde Short Subjects from France (1915-1928)"): entrambi i DVD sono masterizzati a partire da una copia della pellicola in formato 16mm. Il film è visionabile sul sito della Cinémathèque Française e, in diverse versioni, sulla piattaforma YouTube.

## Accoglienza
A proposito del film abbiamo una testimonianza dello stesso Abel Gance: "Mi sono lasciato prendere dall'entusiasmo troppo in fretta, e mi sono detto: "Voglio sorprenderli tutti, al cinema, perché ho un'idea troppo potente". Ho avuto l'idea di scrivere La follia del dottor Tube. Era una storia che trattava la scomposizione dei raggi luminosi, che faceva sì che le cose non fossero più viste sotto l'angolo in cui abitualmente le si vede. Ho impiegato degli specchi deformanti, ho fatto, tecnicamente, tutto quello che immaginavo il pubblico avrebbe enormemente apprezzato poiché non era stato mai fatto in precedenza, e quando ho mostrato il film al direttore e a coloro che si interessavano a me, si sono detti: "È pazzo, non bisogna affidargli neanche un centesimo, ci rovinerà".